# BUFF-Filmfestival

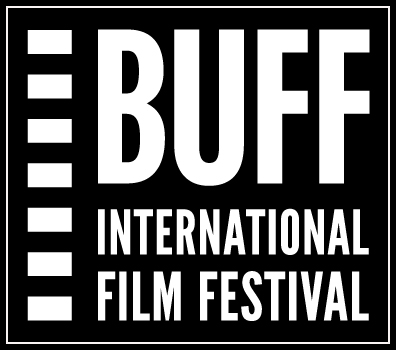
BUFF logo.

Das BUFF-Filmfestival ist ein jährlich in Malmö, Schweden, stattfindendes internationales Kinder- und Jugendfilmfestival.
Das Festival findet seit 1984 statt.
Im Jahr 2015 wurde das Festival mit einer Schwedentournee, unter dem Namen BUFF i hela Sverige (BUFF in ganzen Schweden), ausgeweitet. Dasselbe Jahr wurde das Festival in Malmö unter dem Namen BUFFY mit Extratagen für die Jüngsten ausgeweitet.
Das BUFF-Filmfestival ist Mitglied der European Children’s Film Association (ECFA).

## Filmpreise
Auf dem BUFF-Filmfestival werden jedes Jahr Filmpreise verliehen:
- The City of Malmö Children’s Film Award
- The Church of Sweden Award
- Young People’s Film Award
- ECFA Award
- Region Skåne Short Film Award
- SVT’s Pitch Award
- Children’s Cinema of the Year
- Sydsvenskan and BUFF’s Award
- SF Bio Children’s Film Scholarship